# Gelanoglanis nanonocticolus
Gelanoglanis nanonocticolus är en fiskart som beskrevs av Soares-porto, Walsh, Nico och Netto, 1999. Gelanoglanis nanonocticolus ingår i släktet Gelanoglanis och familjen Auchenipteridae. Inga underarter finns listade i Catalogue of Life.